# Голдинг, Артур
Артур Голдинг (англ. Arthur Golding; 1536[…] — 1606[…]) — английский переводчик.

## Биография
Артур Голдинг родился в семье Джона Голдинга, налогового клерка из Белчамп-Сент-Полс в Эссексе. Его сводная сестра Маргарет была замужем за Джоном де Вером, 16-м графом Оксфордским. С 1549 года Голдинг находился на службе у лорда-протектора Эдуарда Сеймура. Судя по всему, некоторое время он жил вместе со своим племянником, поэтом Эдуардом де Вером, 17-м графом Оксфордом, в доме Уильяма Сесила, на лондонской улице Стрэнд. Сесил был одним из самых влиятельных советников королевы Елизаветы I.
Несмотря на происхождение из богатой семьи, Голдинг часто испытывал финансовые трудности, которые даже полученное наследство после смерти старшего брата не могло облегчить в долгосрочной перспективе. Даже литературная слава и влиятельные друзья не помешали ему оказаться в тюрьме Флит в 1593 году из-за долгов; вероятно, семья или друзья помогли ему выбраться из этого затруднительного положения. Он унаследовал три значительных поместья в Эссексе, большую часть которых продал в 1595 году. Запись в приходском регистре Белшамп-Сент-Полс от 13 мая 1606 года фиксирует смерть Голдинга.
Главной работой Артура Голдинга был перевод «Метаморфоз» Овидия на английский язык. Первые четыре книги «Метаморфоз» были опубликованы в 1565 году под названием The Fyrst Fower Bookes of P. Ovidius Nasos worke, entitled Metamorphosis, translated oute of Latin into Englishe meter, после чего в 1567 году были переведены все 15 книг. Уважение, с которым Голдинг, сторонник пуритан, относился к Овидию, может показаться удивительным, особенно если учесть, что он также перевёл многие работы реформатора церкви Жана Кальвина. Однако Голдинг также поместил свой перевод Овидия в христианский контекст с помощью предисловия, написанного в стихах, в котором он приписывал глубокую мораль большей части материала Овидия и подчёркивал возможность связи языческой и христианской традиций.
Английские учёные елизаветинской эпохи почерпнули из его перевода большую часть своих знаний о классической мифологии. Можно предположить, что Уильям Шекспир также вдохновлялся его работами. В XX веке поэт Эзра Паунд по-прежнему называл перевод Голдинга «самой прекрасной книгой на английском языке».
Голдинг также переводил произведения Цезаря, Сенеки, Марка Юниана Юстина, Леонардо Бруни (Леонарда Аретина) и других.
Его единственное собственное произведение — прозаический трактат «Рассуждение о землетрясении, случившемся в Англии и других местах христианства» (The discourse upon the Earthquake that hapned throughe this realme of England and other places of Christendom, the sixt of Aprill, 1580, between hours of five and six in evening) о землетрясении на юге Англии, которое также вызвало разрушения в Лондоне и которое Голдинг расценил как Божью кару за разврат своего времени. 